# Golo (auteur)
Pour les articles homonymes, voir Golo.
Guy Nadaud, dit Golo, né à Bayonne le 26 août 1948 est un auteur de bande dessinée français vivant et travaillant au Caire, en Égypte.

## Biographie
Guy Nadaud dessine, sous le pseudonyme de Golo, dans le magazine Best entre 1971 et 1975. Entre 1978 et 1991, il apparaît au sommaire de divers journaux : Hara-Kiri, Charlie Mensuel, Charlie Hebdo, L'Écho des savanes, Libération, Politis, Actuel, Zoulou, Pilote, (À suivre). Il collabore aussi au Cairo Times.
Il joue comme acteur très brièvement au cinéma en 1985 en participant en tant qu'acteur à L'amour propre ne le reste jamais très longtemps, film que réalise son collègue Martin Veyron.  

## Ouvrages
- Ballades pour un voyou, scénario de Frank, Le Square, coll. « Bouquins Charlie », 1979.
- Rampeau !, scénario de Frank, Futuropolis, coll. « Hic et Nunc » :
  1. Tome 1, 1982.
  2. Tome 2, 1987.
- Same player shoots again, scénario de Frank, Le Square- Albin Michel, 1982[1].
- Le Bonheur dans le crime, scénario de Frank, Futuropolis, coll. « Hic et Nunc », 1982.
- Nouvelles du front, scénario de Frank, Futuropolis, coll. « Hic et Nunc », 1985.
- La Variante du dragon, scénario de Frank, Casterman, coll. « (À suivre) », 1989.
- Mendiants et Orgueilleux, (d'après le roman homonyme d'Albert Cossery), Casterman, coll. « Studio (À suivre »), 1991  ;
- Le Piéton du Caire dans L'Association en Égypte, L'Association, coll. « Éperluette », 1998;
- Sans titre dans Comix 2000, L'Association, 2000.
- Made in Taïwan, éd. du Pigeonnier :

1. Tome 1, 2001[2].
2. Tome 2, 2009.

- La Taverne des souvenirs imaginaires, Sketch, 2003.
- Les Couleurs de l'infamie, (d'après le roman homonyme d'Albert Cossery, Dargaud, coll. « Poisson Pilote », 2003[3].
- Carnets du Caire, éd. Les Rêveurs, coll. « On verra bien » :

1. Samir, 2004[4].
2. Goudah, 2006.

- B. Traven, portrait d'un anonyme célèbre, Futuropolis, 2007.
- Mes mille et une nuits au Caire, Futuropolis, 2009.
- Mes mille et une nuits au Caire (Deuxième époque), Futuropolis, 2010.
- Chroniques de la nécropole, en collaboration avec Dibou, Futuropolis, 2011.
- Istrati, Actes Sud BD :

1. Le Vagabond, 2017.
2. L'Écrivain, 2018.

## Filmographie
- L'amour propre ne le reste jamais très longtemps de Martin Veyron, 1985.

## Autre
Pour créer une résidence d'artiste en Égypte (pays où vit le dessinateur), dans une maison traditionnelle, Golo a lancé une campagne de crowdfunding sur la plateforme KissKissBankBank en août 2019. Golo a choisi un groupe de dessinateurs pour la résidence.